# Christmas Who?
«Christmas Who?» (titulado «Navidad ¿Quién?» en Hispanoamérica y «Navidad ¿Qué?» en España) es el octavo episodio de la segunda temporada de la serie de televisión animada Bob Esponja y el 28 en general, que sirve como el primer episodio de doble duración de la serie. Se emitió en Nickelodeon en los Estados Unidos el 7 de diciembre de 2000. El episodio marca la primera aparición de Patchy el Pirata y su loro mascota, Potty en el programa principal. Sigue a Bob Esponja mientras aprende lo que es la Navidad y crea emoción para todos en Fondo de Bikini.

## Trama
En Encino, California, el Narrador Francés presenta al presidente del club de fanáticos de Bob Esponja, Patchy el Pirata, junto con su «mascota», Potty el Loro. Patchy recibe una carta de un fan preguntándole si a Bob Esponja le gusta la Navidad tanto como a él. Patchy explica que en Fondo de Bikini no siempre celebraron la Navidad, y decide mostrar cómo la conocieron.
Mientras se dirige a la arboleda de Arenita para una visita sorpresa, Bob Esponja se horroriza al verla electrificar el árbol con luces navideñas, percibiéndolo como un incendio doméstico. Arenita informa a Bob Esponja de que se está preparando para las fiestas y le explica las tradiciones navideñas habituales. Bob Esponja se ilusiona con la visita de Papá Noel, y difunde la noticia al resto de Fondo de Bikini. Sin embargo, Calamardo se niega a participar en las celebraciones, alegando que Papá Noel no existe. Los ciudadanos de Fondo de Bikini se preparan con entusiasmo para las próximas fiestas, pero su fe se hace añicos cuando Papá Noel no llega en Nochebuena (en realidad, Papá Noel no llega hasta el día después). Enfadados con Bob Esponja, lo abandonan y se van a casa decepcionados, creyendo ahora que Papá Noel no existe.
Calamardo se alegra de que Papá Noel no haya venido y se burla de un abatido Bob Esponja por ello. Sin embargo, tras recibir un regalo casero de Bob Esponja, Calamardo se siente culpable por herir sus sentimientos e intenta compensar su grosería haciéndose pasar por Papá Noel ante Bob Esponja; sin embargo, más tarde acaba repartiendo todas sus posesiones entre los residentes de Fondo de Bikini como regalos de Navidad. Bob Esponja visita a Calamardo para expresarle su emoción por la visita de Papá Noel, pero Calamardo le hace dar media vuelta y marcharse, sin dejar de gritar de alegría. Calamardo encuentra una nota de Papá Noel, dándole las gracias amablemente, y ve su trineo sobrevolándole. Desechando a Papá Noel como signo de su locura, Calamardo entra en su casa a tocar el clarinete.
Al terminar el episodio de Bob Esponja, Potty le da un regalito a Patchy. A continuación, Patchy se pone debajo de un muérdago, con la esperanza de ser besado por una mujer, sólo para que Potty empiece a perseguirle con la intención de besarle. Viendo que Patchy está ocupado en ese momento, el narrador francés desea al público unas felices fiestas.

## Lanzamiento

### Emisión
«Christmas Who?» se emitió por primera vez en Nickelodeon en los Estados Unidos el 7 de diciembre de 2000, con una calificación de TV-Y. El 6 de diciembre de 2012, casi doce años después de «Christmas Who?», se estrenó en Nickelodeon otro episodio navideño de Bob Esponja titulado «It's a SpongeBob Christmas!». Un tercer episodio de temática navideña, «SpongeBob's Road to Christmas», se emitió por primera vez en Nickelodeon el 10 de diciembre de 2021.

### Formato doméstico
«Christmas Who?» se publicó en el DVD recopilatorio Christmas el 30 de septiembre de 2003. Se lo incluyó en SpongeBob SquarePants: The Complete 2nd Season publicada el 19 de octubre de 2004. El 22 de septiembre de 2009, figuró en SpongeBob SquarePants: The First 100 Episodes, que compila todos los episodios de la temporada uno a la cinco.

## Recepción
El especial recibió críticas generalmente positivas; un crítico de Reviewstream.com lo califica de «gran historia del espíritu navideño». En el DVD editado por Nickelodeon, el episodio fue clasificado en el número diez como uno de los 10 momentos más felices de Bob Esponja.